# Plusidia obscurata
Plusidia obscurata är en fjärilsart som beskrevs av Arnold Spuler 1907. Plusidia obscurata ingår i släktet Plusidia och familjen nattflyn. Inga underarter finns listade i Catalogue of Life.